# Embraer
Embraer (oficiální označení je Empresa Brasileira de Aeronáutica S.A.) je letecký výrobce pocházející z Brazílie. Po Boeingu, Airbusu a Bombardier Aerospace je čtvrtým největším výrobcem na světě. Sídlo firmy se nachází v São José dos Campos.
Firma byla založena roku 1969 brazilským Ministerstvem letectví. V devadesátých letech se Embraer stal významným hráčem mezi leteckými výrobci svým modelem ERJ-145, kterého bylo prodáno více než 900 kusů. V roce 2001 obrat firmy činil 2,9 miliardy USD, čistý zisk 468 miliónů a společnost vykazuje zásobu objednávek v hodnotě 23,4 miliard dolarů.

## Letouny

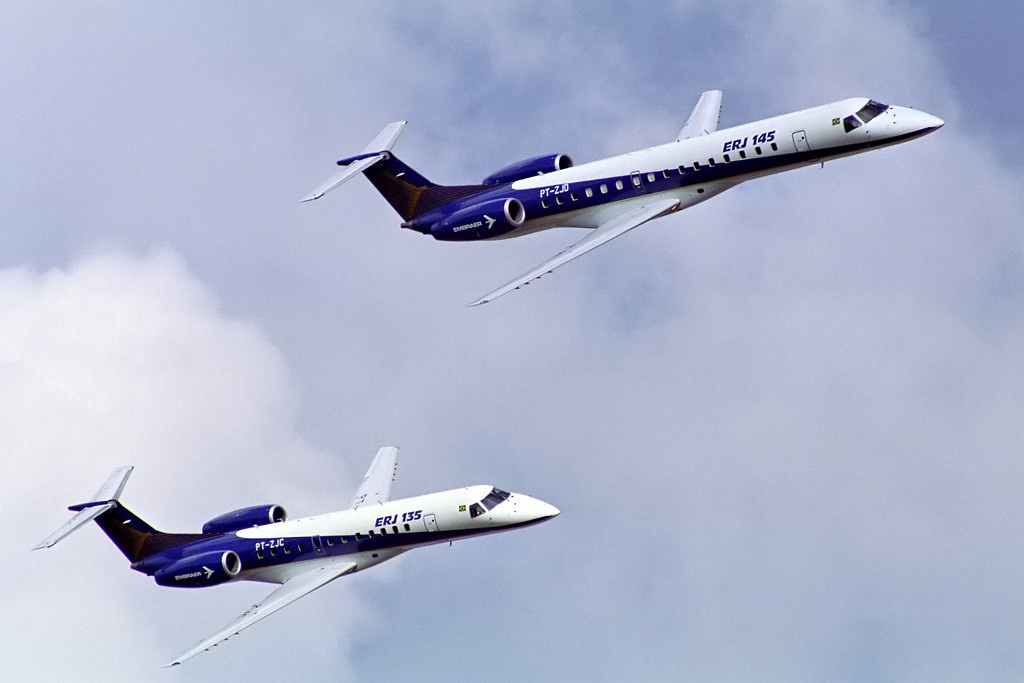
Embraery ERJ-135 a ERJ-145

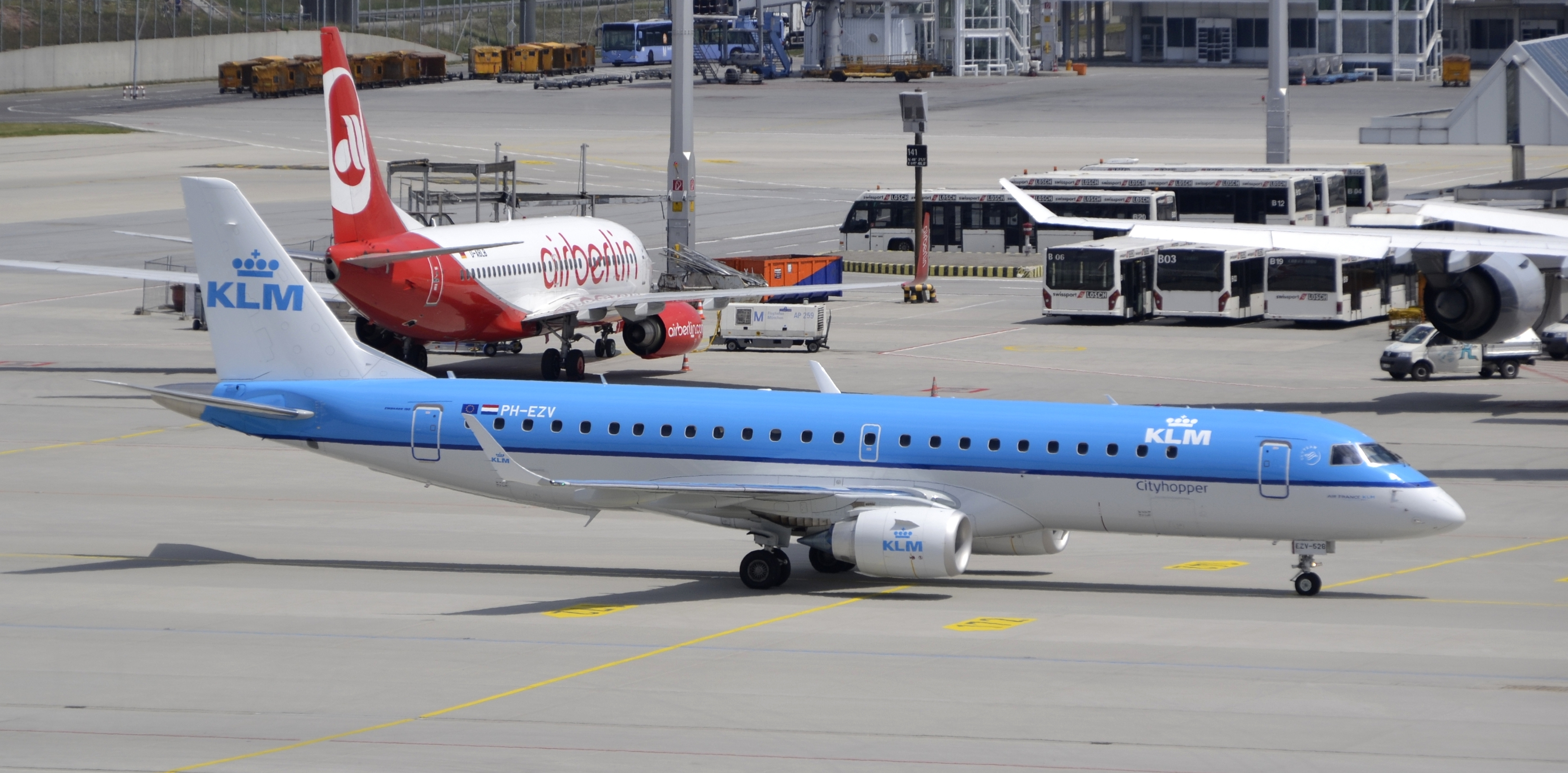
Embraer 190 nizozemské společnosti KLM, 2012

### Komerční
- Embraer EMB 110 Bandeirante
- Embraer EMB 120 Brasilia
- Embraer/FMA CBA 123 Vector
- Embraer ERJ 135 (37 cestujících)
- Embraer ERJ 140 (44 cestujících)
- Embraer ERJ 145 (50 cestujících)
- Embraer 170 (80 cestujících)
- Embraer 175 (88 cestujících)
- Embraer 190 (110 cestujících)
- Embraer 195 (122 cestujících)
- Embraer 175-E2 (90 cestujících)
- Embraer 190-E2 (114 cestujících)
- Embraer 195-E2 (146 cestujících)

### Vojenské

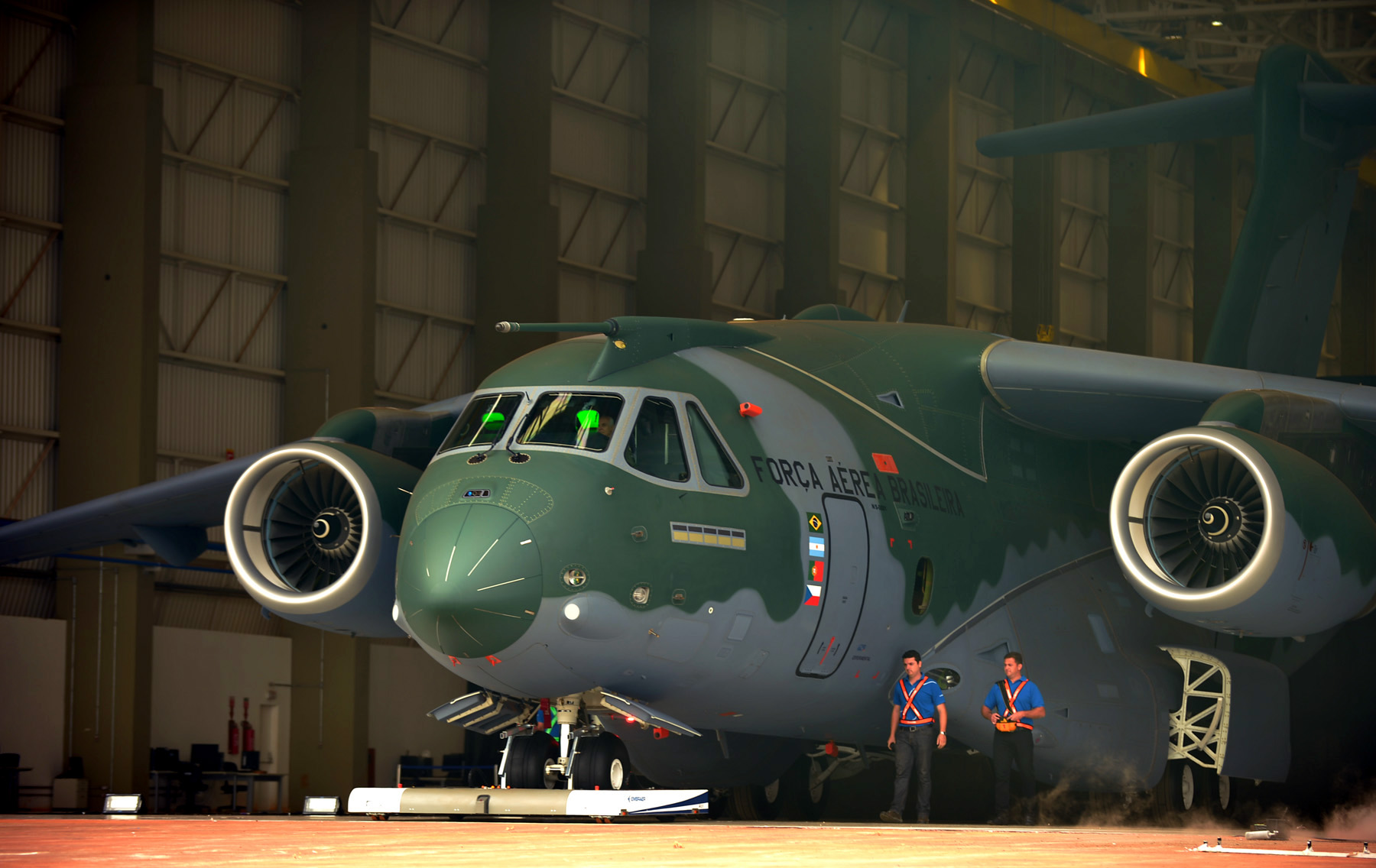
Vojenský Embraer KC-390 brazilského letectva

- Embraer EMB 111 Bandeirulha, speciál používaný společností Brazilian Air Force
- Embraer EMB 312 Tucano
- Embraer EMB 314 Super Tucano
- AMX International AMX
- Embraer R-99
- Embraer 145 AEW&C
- Embraer 145 RS/AGS
- Embraer P-99
- Embraer KC-390
- Embraer 561-300
- Douglas A-4 Skyhawk – modernizované verze AF-1B a AF-1C

### Korporátní

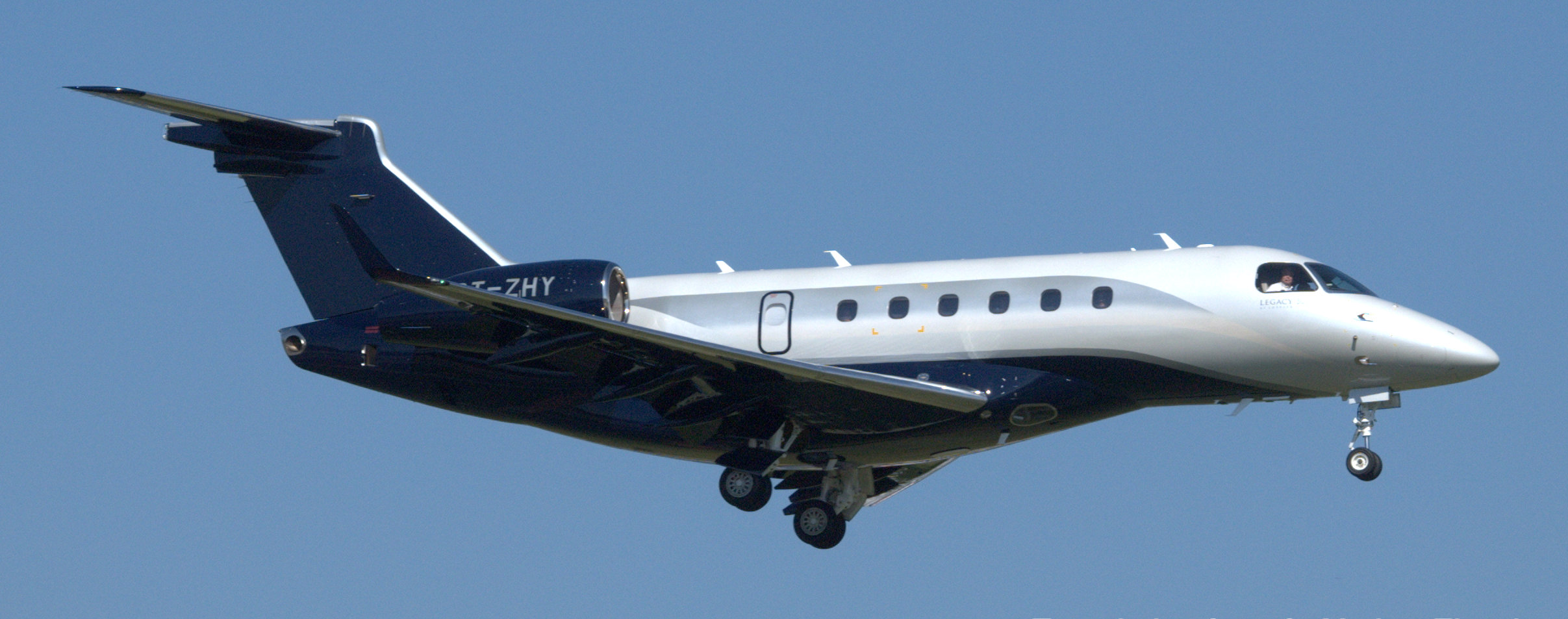
Business jet Embraer EMB 550 Legacy 500

- Embraer Phenom 100
- Embraer Phenom 300
- Embraer Legacy 450
- Embraer Legacy 500
- Embraer Legacy 600
- Embraer Legacy 650
- Embraer Lineage 1000

### Zemědělství
- Embraer Ipanema

### Experimentální
- Embraer MFT-LF